# 足立佳奈
足立佳奈（あだち かな[ADACHI KANA]，1999年10月14日—），日本女歌手。唱片公司為SME Records 旗下藝人，經紀公司為 Sony Music Artists。